# DShield
DShield es un sistema de correlación de logs de firewall basado en la comunidad. Recibe logs de voluntarios por todo el mundo y los usa para analizar tendencias de ataque. Se usa como el motor de recolección de datos tras el Internet Storm Center (ISC) de SANS. Se lanzó oficialmente al final de noviembre de 2000 por parte de Johannes Ullrich. Desde entonces, ha crecido para ser el motor de correlación de ataques dominante con cobertura mundial.
DShield es utilizado regularmente por los medios para cubrir eventos actuales. El análisis proporcionado por DShield ha sido usado en la detección temprana de diversos gusanos, como "Ramen", Code Red, "Leaves", "SQL Snake" y otros. La información de DShield la usan regularmente los investigadores para analizar patrones de ataque.
La meta del proyecto DShield es permitir el acceso a su información correlada al público sin ningún cargo para concienciar y proporcionar instantáneas precisas y actuales de los ataques en internet. Se ofrecen a los usuarios diversas fuentes de datos que pueden incluir en sus sitios web o usarlas como una ayuda para analizar eventos.